# Antonio Marinoni

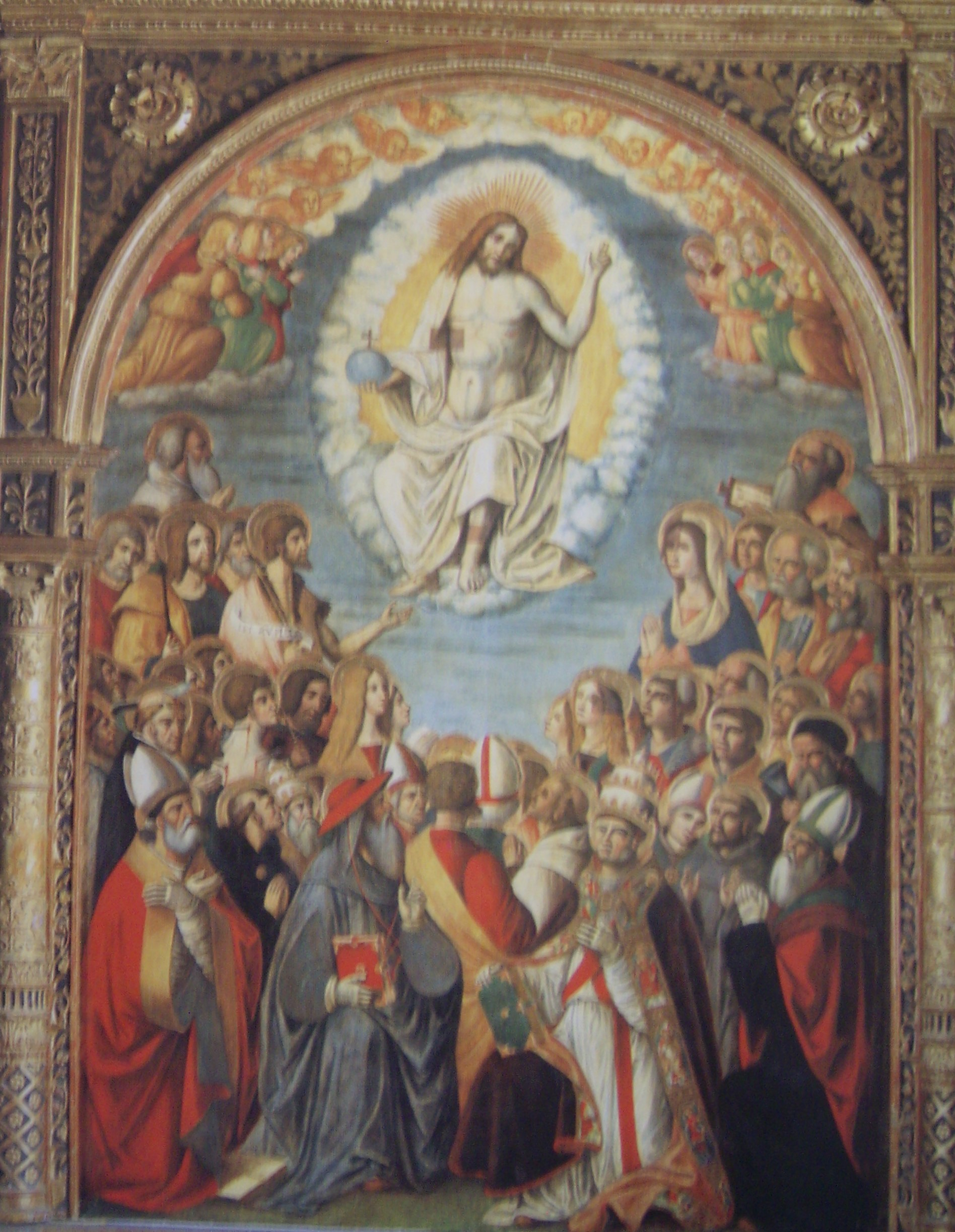
Pala Ognissanti -Chiesa di San Giacomo e San Vincenzo

Antonio Marinoni (Desenzano al Serio, 1474 circa – Desenzano al Serio, 10 luglio 1541 circa) è stato un pittore italiano, il più attivo nella bottega paterna con il fratello Bernardino Marinoni e successivamente con il lavoro dei suoi figli Ambrogio e Francesco.

## Biografia
Antonio Marinoni era il secondogenito di Giovanni e Giovannina, della famiglia di pittori da due generazioni. Sicuramente il più attivo e presente già in un documento del 1494 dove si dichiara ventenne. Da lui discende la terza generazione di pittori con i figli Francesco e Ambrogio che ebbe il prosieguo nella quarta che terminò negli ultimi anni del XVI secolo.
Dopo la morte del padre, i due fratelli che avevano ereditato la bottega, decisero di dividersi, e un atto del 5 aprile 1510 elenca la suddivisione dei beni e delle proprietà, confermando che la bottega di lavoro di Desenzano, restò ad Antonio in cambio avrebbe contribuito al pagamento dell'affitto della nuova bottega di Bernardino a Comenduno, dopo che, nel medesimo anno, ebbero affrescato insieme la chiesa superiore intitolata alla Madonna della Natività della convento di Santa Maria della Ripa ad Albino dove erano sepolti i genitori.
Antonio nel 1537 realizzò con il figlio Ambrogio, a Nembro per la chiesa di Santa Maria Assunta in Borgo, l'affrescatura della volta del presbiterio e l'arco trionfale, questa pittura certamente sua, permette lo studio delle opere della famiglia, cercando di cogliere quali siano quelle eseguite dai singoli rappresentanti, sapendo già che quelli precedenti il 1510, sono molto probabilmente realizzati a più mani.
- La dinastia della bottega Marinoni 
  - Zanin de Marinonibus
  - Antonii de Desentiano
  - Giovanni Marinoni (doc. 1440/1508 circa)
  - Bernardino Marinoni (doc. 1508/1533 circa)
  - Antonio Marinoni (doc. 1474/1541 circa)
- La bottega di Antonio Marinoni
  - Ambrogio e Francesco (doc. 1515/1550 circa)

Molti furono i suoi lavori, non tutti recuperabili, interessante è il documento datato 24 febbraio 1531 che descrive l'artista come un buono e onesto amministratore di denaro per conto di Anexina de Bellis di Albino, la quale essendo moglie di Santino di Cene della famiglia Zanni, gli aveva affidato la gestione del suo testamento, e il Marinoni consegnò la somma indicata dalla De Bellis alle monache del monastero di Sant'Anna di Albino. La De Bellis era stata protagonista nella commissione dell'ancona per la chiesa di San Rocco di Cazzano Sant'Andrea.

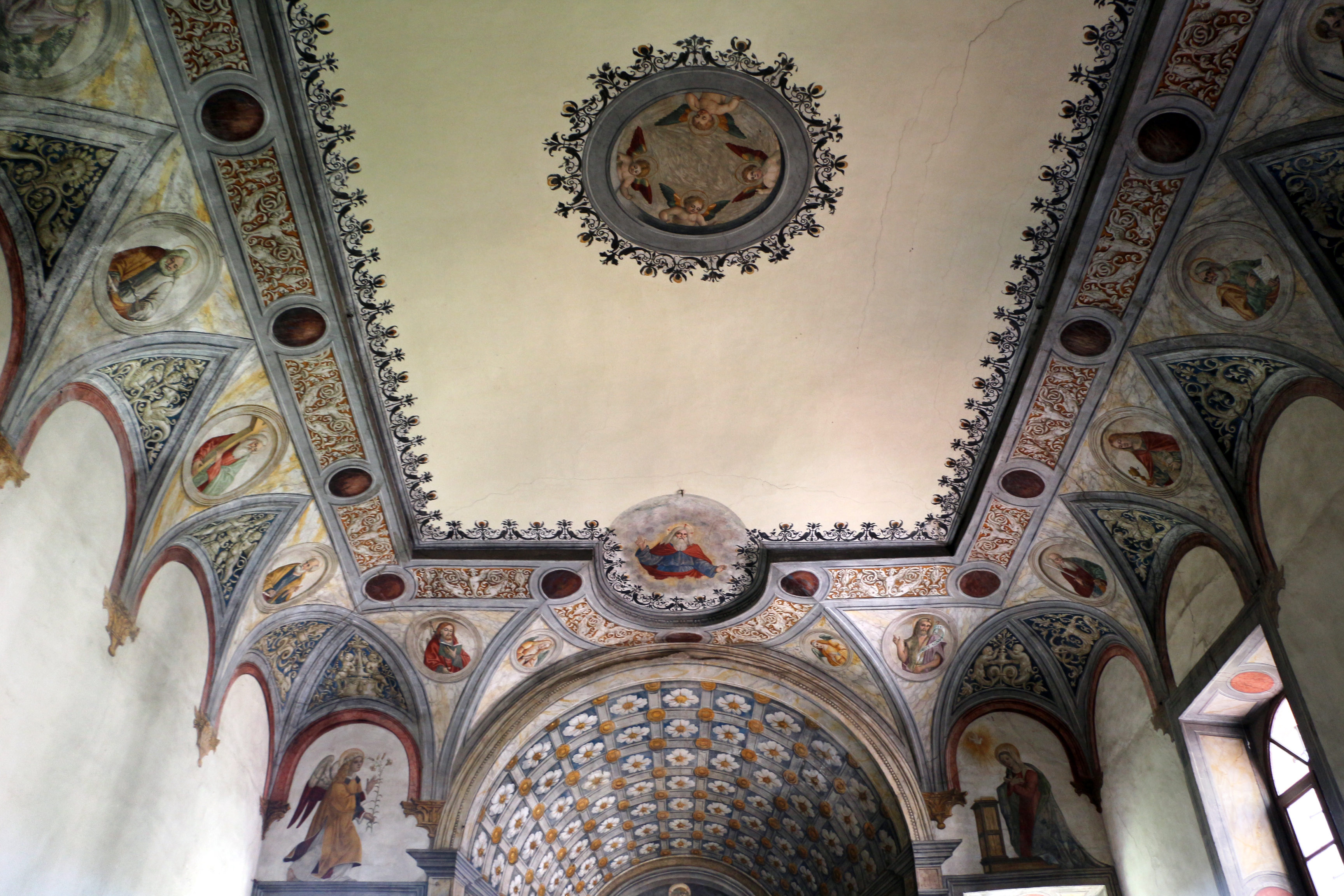
Abbazia di Pontida affreschi di Antonio Marinoni con i figli

Il rinascimento veneto che arrivò prorompente a Bergamo nei primi anni del XVI secolo, portato dai diversi artisti come il Lorenzo Lotto o il Previali misero in secondo piano i lavori della bottega marinoniana che era rimasta di taglio tradizionale milanese, vicina al Foppa e allo Zanale, che, se poteva andar bene per i lavori precedenti il XVI secolo successivamente sembravano poveri, mancanti di plasticità, sarà per questo accusata di non sapersi riproporre con lavori nuovi, innovativi, motivi che portano a considerare i lavori di questi artisti di livello inferiore rispetto ai grandi dell'arte, ma che hanno però portato per un secolo colore e innovazione nelle chiese delle valli bergamasche.
Antonio ebbe cinque figli, il primogenito Giovanni nato verso il 1515 divenne medico e sposò Caterina Calegari, le figlie Giovannina che sposò Gio. Pietro fu Comino Degoldo Marinoni e Grata che aveva sposato Tomaso fu Marchiondo Zinere Marinon,  Ambrogio e Francesco che proseguirono l'attività di famiglia
Non si conosce la data esatta della morte di Antonio Marinoni, sicuramente era morto alla data del 10 luglio 1541, quando è registrato un pagamento per il polittico di San Bartolomeo della frazione Boario di Gromo pagata agli eredi (li eredi dal fu Antonio Marinoni).

## Le opere
Numerose furono le opere realizzate con il padre Giovanni e il fratello Bernardino, molte sono anche le commissioni che lo vedono quale unico committente:
- 1520 commissione per l'esecuzione di una Pietà sulla lunetta del portone della chiesa di Santa Maria della Ripa forse mai terminata, come risulterebbe da un sollecito per varie commissioni tra il parroco Filippo Marinoni e i frati della convento carmelitano del 20 marzo 1526, che sarebbe stato sanato dal lavoro di affrescatura del suo barba Antonio depintor[4];
- 1510-1510 Polittico del Romacolo attribuito ad un certo maestro del Romacolo realizzato per la chiesa di Santa Maria della Misericordia, semembrato e conservato in alcuni dei suoi pannelli nella pinacoteca dell'Accademia Carrara;
- 1510-1520 Sante Caterina D'Alessandria e Lucia conservate presso il Museo Adriano Bernareggi di Bergamo;
- 1522 tavola raffigurante l'Assunta recuperata sul mercato dell'antiquariato;
- 1510 circa Santi Gioacchino e Anna conservato a Torino in collezione privata;
- gennaio 1537 firma un ciclo di affreschi per la chiesa parrocchiale di Santa Maria, rimane la documentazione negli archivi della confraternita di Santa Maria;[5]
- 1528-1529 Dagli atti della visita pastorale del vescovo Pietro Lippomano, di un'ancona realizzata quale voto al santo protettore della peste per la oratorio di San Rocco. Dai documenti si desume che però la tavola non fu mai collocata nella piccola chiesa ma direttamente nella parrocchiale di Sant'Andrea per motivi di conservazione; il lavoro fu pagato ai due figli il 29 agosto 1542 quando il pittore era già morto;[6][7]L'ancona, di cui si ha una ricca documentazione e descrizione, fu rimossa e persa con la riedificazione della chiesa.
- 1529 Affreschi nella chiesa di San Rocco presenti nella omonima di Gazzaniga con il polittico di San Rocco e la Madonna di Loreto con i santi Pietro e Andrea;
- Ancona per la chiesa di San Giovanni Battista di Aviatico dove risulta conservato un atto dell'8 settembre 1538 che ne fa la stima, vi era inoltre un lascito testamentario del 1533 relativo alla realizzazione di questo lavoro. Negli atti della visita pastorale del Lippomano risulta la presenza di un'ancora conducibile a quella marinoniana poi persa con la ricostruzione della chiesa. Due cuspidi conservate nel Castello Sforzesco milanese raffiguranti due angeli sarebbero però collegate a questa ancora.
- 1541 circa affreschi della chiesa di Santa Maria del Borgo di Nembro, raffiguranti l'Assunzione della Vergine sull'abside e una Annunciazione sull'arco tironfale, e il Poltitico dei Santi Eremiti;
- 1541-1542 realizzazione della pala per l'antica chiesa dell'Ascensione nella contrada Ruspino di Costa Serina. Interessante è l'assonanza di questa con gli affreschi della chiesa probabilmente riconducibili al padre Giovanni risalenti ai primi anni della sua edificazione.
- 1540-1550 affreschi della sacrestia, dell'aula capitolare e del chiostro superiore del convento di San Giacomo a Pontida, lavoro eseguito con i figli Ambrogio e Francesco;
- Madonna con Bambino e angeli conservata a Bergamo in collezione privata;
- Madonna in trono con Bambino e angeli collezione privata famiglia Bonomi, avvicinata ai lavori del Foppa;
- 1520-1530 Martirio di san Cristoforo e degli evangelisti presso la chiesa di San Giuliano di Albino
- 1537 Nozze mistiche di santa Caterina d'Alessandria conservato presso l' Accademia Carrara;
- 1525 circa Polittico della Madonna o dell'Immacolata Concezione conservato nella sagrestia della chiese della Natività di Maria Vergine di Monte di Nese;
- 1527-1540 la pala di Ognissanti per la Chiesa di San Giacomo e San Vincenzo di Gromo eseguita su commissione della famiglia Ginami per l'altare di tutti i santi e indicata nella visita pastorale del 1546 di Vittore Soranzo[8];
- 1540 polittico di San Bartolomeo presso la chiesa di San Bartolomeo per la frazione di Boario eseguito dall'artista, e poi terminato dal figlio Ambrogio e da un altro artista non ben identificato.